# چم یوسف‌علی
چم یوسف‌علی، روستایی سرسبز، خوش آب و هوا و گردشگری و ساحلی در حاشیه رودخانه زاینده رود می‌باشد که در شهرستان لنجان از توابع استان اصفهان قرار دارد. جمعیت این روستا از نژاد ایل قشقایی تشکیل شده است که به زبان ترکی قشقایی صحبت می‌کنند.
نام این روستا برگرفته از نام یوسفعلی بیگ قشقایی از شعرای خوش‌نام و معروف ایل قشقایی و شاگرد جهانگیر خان قشقایی است.

## جمعیت
این روستا در دهستان چم کوه قرار دارد و براساس سرشماری مرکز آمار ایران در سال ۱۳۸۵، جمعیت آن ۱٬۶۳۰ نفر (۳۸۰خانوار) بوده است، امروزه جمعیت روستای چم یوسف علی بیش از سه هزار نفر تخمین زده می‌شود.
جمعیت این روستا از تیره‌های طایفه ی دره شوری از ایل قشقایی است.

## زبان
زبان مردم روستا، ترکی قشقایی است که بنا به گفته دکتر جواد هیئت نسل جدید به سختی متوجه زبان شعر میرزا ماذون از شعرای به نام قشقایی می‌شوند، زبان ترکی در این روستا دارای مشابهت با زبان ترکی در روستاها و شهرهای ترک‌زبان مجاور به خصوص در منطقه چهارمحال می‌باشد، به دلیل هم‌زیستی طولانی ترک‌های قشقایی با مردمان فارسی‌زبان در این دهستان، زبان ترکی و زبان فارسی در این دهستان تأثیرات زیادی بر روی هم گذاشته‌اند.
| اغوز شرقی | ترکمنی جدید     | ترکمنی قدیم | ترکی خراسانی   |
| اغوز غربی | ترکی آذربایجانی | ترکی قشقایی | ترکی استانبولی |

## شغل
شغل اکثر مردم روستای چم یوسفعلی کشاورزی و تولید محصولات کشاورزی مانند بادام، گردو، هلو، برنج، سیر و دامداری است، بخشی از جمعیت این روستا در ذوب آهن اصفهان و مجتمع‌های صنعتی استان اصفهان مشغول به کار هستند، بخش دیگری از نیروی کار این روستا نیز مشغول کار در شهرهای بزرگی مانند تهران، اصفهان و نجف آباد می‌باشند.